# Syllepte belialis
Syllepte belialis là một loài bướm đêm trong họ Crambidae.